# Cagánhajrhan járás (Dzavhan)
Cagánhajrhan járás (mongol nyelven: Цагаанхайрхан сум) Mongólia Dzavhan tartományának egyik járása. Területe 2600 km². Népessége 1823 fő.
Székhelye Siré (Ширээ), mely 44 km-re délre fekszik Uliasztaj tartományi székhelytől.